# Charles Deneen
Pour les articles homonymes, voir Deneen.
Charles Samuel Deneen, né le 4 mai 1863 et décédé le 5 février 1940, est un homme politique américain, membre du Parti républicain, élu de l'Illinois dont il est gouverneur de 1905 à 1913 et sénateur de 1925 à 1931.